# Cristian Săpunaru
Ionut Cristian Sapunaru (Bucarest, el 5 d'abril de 1984) és un jugador de futbol romanès que juga amb el CS Pandurii Târgu Jiu. Principalment juga com a lateral dret, però també pot jugar com a defensa central.